# Малышева, Екатерина Александровна
Екатери́на Алекса́ндровна Ма́лышева (род. 28 января 1987 года в Челябинске) — российская конькобежка, мастер спорта России международного класса(2009). Участница зимних Олимпийских игр 2010 и на 2014 годов. 10-кратная призёр чемпионатов России. Выступала за ЦСКА, СДЮСШОР им. Лидии Скобликовой и УОР №2 (Санкт-Петербург).

## Биография
Екатерина Малышева детство провела в Челябинске, учась в 78-й школе. Поначалу Катя не думала о коньках, а занималась рисованием, увлекалась легкой атлетикой, где у неё были большие успехи. Сделать выбор в пользу коньков убедил дедушка. Она начала заниматься конькобежным спортом в родном Челябинске в 1999 году на катке «Спартак», на месте нынешнего ледового дворца «Уральская молния». Первым тренером у неё была Галина Шпак.
В 2004 году Катя начала выступать на чемпионате России среди юниоров и сразу заняла 2-е место в многоборье. В том же феврале дебютировала на юниорском первенстве мира, где заняла в командной гонке 5-е место. В 2005 и 2006 годах выиграла чемпионат страны среди юниоров в многоборье, а в спринте на взрослом первенстве России стала 4-й. В Кубке мира дебютировала в сезоне 2005/2006. Лучший результат на этапах Кубка мира — одиннадцатое место на дистанции 100 м в сезоне 2007/2008 года в общем зачёте. 
В 2007 году она участвовала на чемпионате Европы в Коллальбо и заняла 20е место в многоборье. Следом выступала на зимней Универсиаде в Турине и выиграла серебряную медаль в командной гонке. В марте выиграла спринт на Всероссийской Универсиаде в Челябинске. В 2008 году заняла 3-е места на чемпионате России в спринтерском многоборье и на дистанции 500 м.
В 2009 году вновь стала 3-й на дистанции 500 м на первенстве России и заняла 18-е место на спринтерском чемпионате мира в Москве, а через год стала 5-й в спринте на чемпионате мира в Обихиро. В декабре 2009 года на Российском чемпионате она заняла 2-е место в забеге на 500 м и 3-е на 1000 м.
Екатерина отобралась на зимние Олимпийские игры в Ванкувере, но заняла на дистанции 500 метров - 24-е место, а на 1000 м 27-е. Она была расстроена и подавлена. В марте 2011 года снова завоевала серебряную медаль чемпионата России на дистанции 500 м, но вскоре заболела лимфаденитом. После перерыва на лечение продолжила тренировки, и весной 2012 года переехала в Санкт-Петербург к тренеру и будущему мужу Олегу Кичигину. В октябре того года стала 2-й в беге на 500 м и 3-й на 1000 м на чемпионате России. 
К предстоящей, своей второй Олимпиаде Екатерина готовилась самостоятельно, отдельно от членов сборной России. В декабре 2013 года на чемпионате страны она стала 2-й на дистанции 500 м и квалифицировалась на олимпиаду. В феврале 2014 года на зимних Олимпийских играх в Сочи она заняла 17-е место в забеге на 500 м. Екатерина завершила карьеру после Олимпийских игр 2014 года и вместе с мужем стали тренировать молодых спортсменов.

## Спортивные достижения
| Соревнования/Сезоны                       | 2006/2007 | 2007/2008 | 2008/2009 | 2009/2010 | 2010/2011 | 2011/2012 | 2012/2013 | 2013/2014 |
| ----------------------------------------- | --------- | --------- | --------- | --------- | --------- | --------- | --------- | --------- |
| Зимние Олимпийские игры                   |           |           |           |           |           |           |           |           |
| 500 м                                     |           |           |           | 24        |           |           |           | 17        |
| 1000 м                                    |           |           |           | 27        |           |           |           | —         |
| Чемпионаты мира в спринте                 | —         | 18        | 18        | 5         | —         | —         | —         | —         |
| Чемпионаты мира на отдельных дистанциях   |           |           |           |           |           |           |           |           |
| 500 м                                     | —         | —         | 15        | —         | —         | —         |           |           |
| 1000 м                                    | —         | —         | 21        | —         | —         | —         |           |           |
| Чемпионаты Европы                         | 20        | —         | —         | —         | —         | —         | —         | —         |
| Кубок мира                                |           |           |           |           |           |           |           |           |
| 100 м                                     | —         | 11        | 29        | —         | —         | —         | —         |           |
| 500 м                                     | 47        | 31        | 14        | 20        | 29        | 26        | 23        |           |
| 1000 м                                    | 51        | 45        | 17        | 15        | 26        | 29        | 16        |           |
| 1500 м                                    | 56        | 53        | —         | —         | —         | —         |           |           |
| Чемпионаты России в спринте               | 3         |           | Дискв.    | —         | Дискв.    | —         | WD        |           |
| Чемпионаты России на отдельных дистанциях |           |           |           |           |           |           |           |           |
| 500 м                                     |           | 3         | 3         | 2         | 2         | Дискв.    | 2         | 2         |
| 1000 м                                    |           |           | —         | 3         | 5         | 3         | 3         | 4         |
| 1500 м                                    |           | 7         |           |           | —         | —         | —         | —         |

- WD = не закончила соревнования

## Личная жизнь
Екатерина Малышева окончила Уральский государственный университет физической культуры. Вышла замуж 5 ноября 2012 года за своего тренера в УОР№2 Олега Кичигина. В том же 2012 году Малышева пыталась получить квартиру, которую ей обещали спонсоры, но разразился скандал и дело почти дошло до суда. В 2015 году у них родился сын Илья, который занимается футболом в Академии "Зенита". В настоящее время Екатерина вместе с мужем является тренером СПб УОР №2 по конькобежному спорту. 27 августа 2022 года у них родился ещё один сын.